# 拉德芳斯
拉德芳斯（法語：La Défense，法語發音：[la defɑ̃s]）是法国巴黎都會區首要的中心商务区，位於巴黎市西郊的上塞纳省，邻近塞纳河畔讷伊。其涵蓋的市鎮包括库尔伯瓦以及皮托和楠泰尔的一部分。拉德芳斯拥有巴黎都会区中最多的摩天大廈，除此之外地標建築新凱旋門即座落此地區。

## 名稱來源
拉德芳斯的名稱來自該地的一座雕像（直譯為「保衛巴黎」），係紀念普法戰爭的巴黎圍城戰役。

## 歷史
拉德芳斯原本為工業區，1958年起巴黎市政府對此區改造，建成一部分摩天大廈，高度不超過100米。其時拉德芳斯純粹工業展覽性質，未成為商業區。
到1970年代，拉德芳斯更大規模改造，除新增多幢摩天大樓，並附設大型廣場、行人專用區以及地鐵線。1981年建成購物中心Quatre Temps。
1992年，巴黎地鐵1號線伸延至拉德芳斯。

## 企業
在拉德芳斯設置總部之公司有：
- 法国兴业银行
- 道達爾
- 賽諾菲
- 阿海琺
- 安賽樂

## 建築
- CB21大樓
- 阿海珐大樓
- 道達爾塔
- T1大樓
- Tour First
- 埃克拉大樓

## 画廊

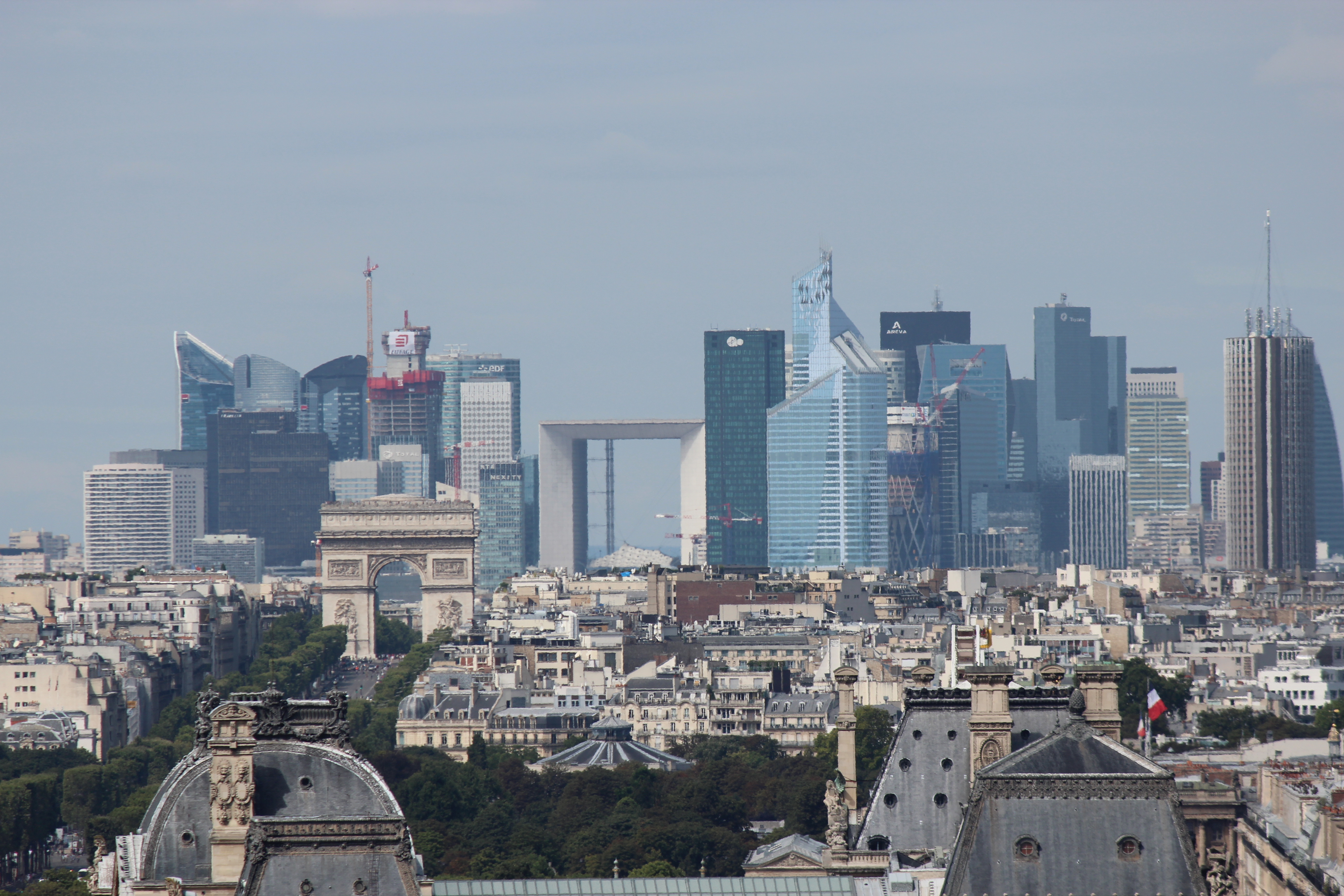
從圣雅各伯塔眺望拉德芳斯
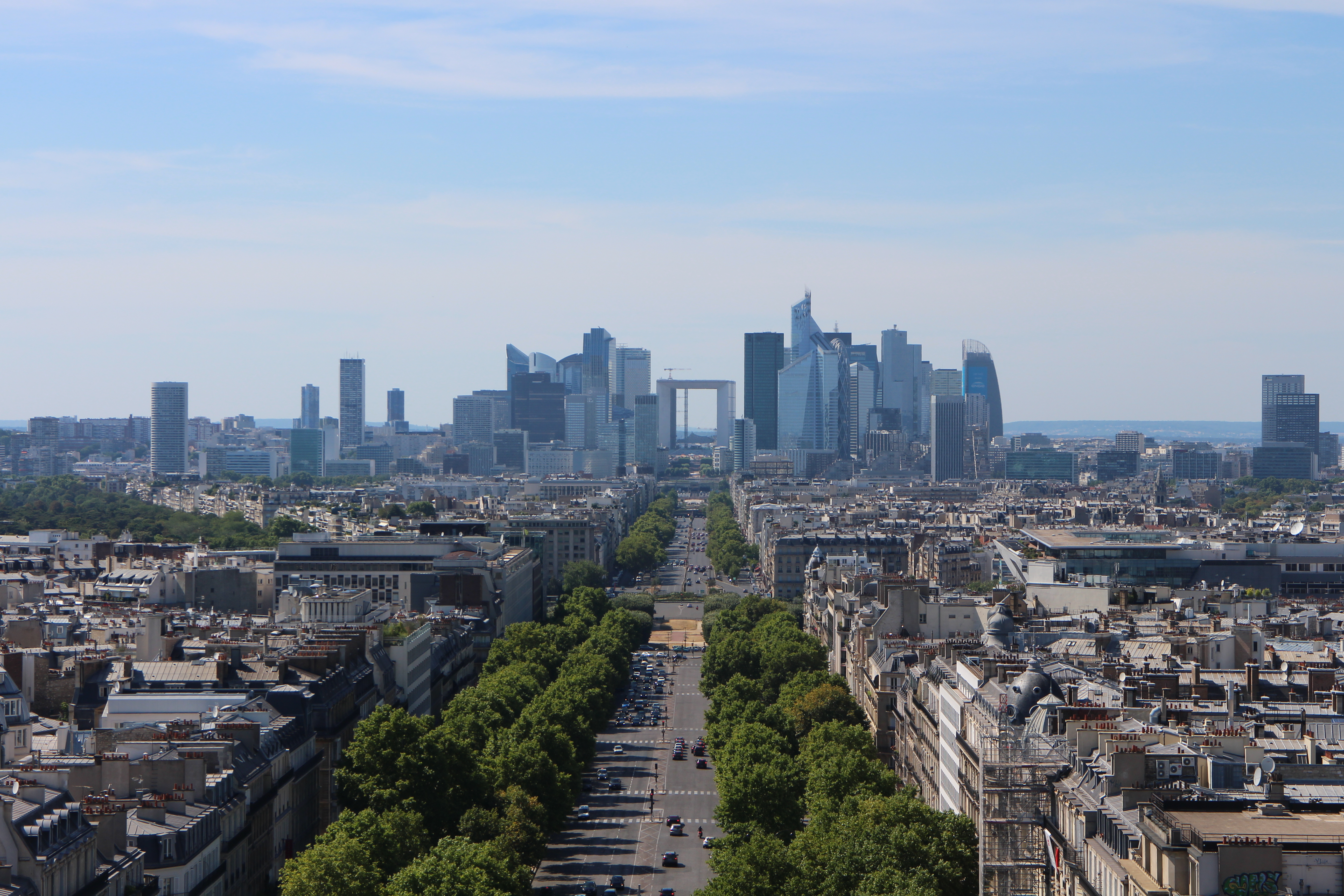
從凱旋門眺望拉德芳斯
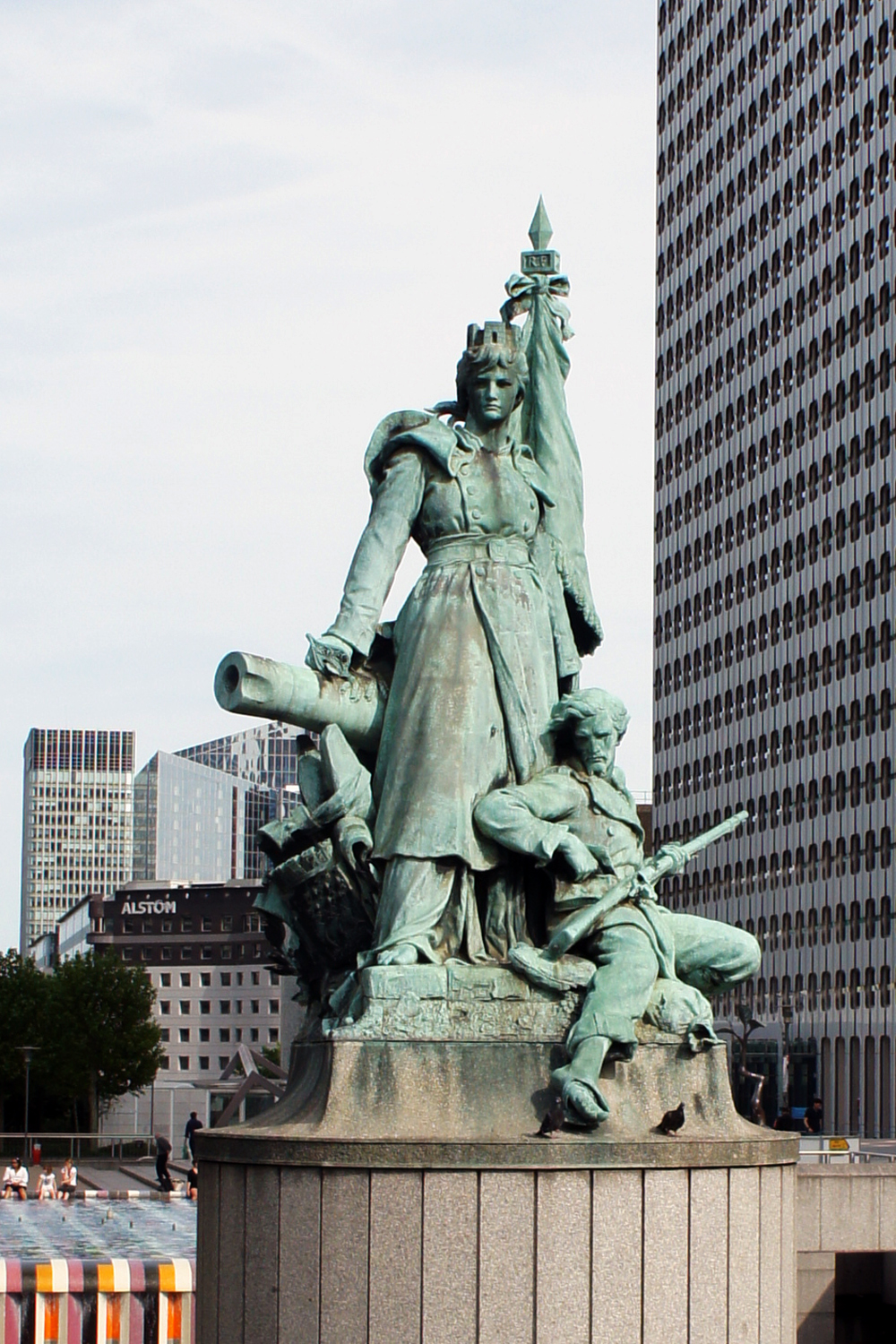
拉德芳斯地名來源的「保衛巴黎」雕像

拉德芳斯夜景

## 外部連結
- Google Maps的衛星圖片 （页面存档备份，存于）
- （法文） Site EPAD官方網站 （页面存档备份，存于）
- （法文） 拉德芳斯的大廈 （页面存档备份，存于）
- （英文） 結構：拉德芳斯的結構 （页面存档备份，存于）
- （中文） 拉德芳斯：法国“商务区”新概念

Template:巴黎名胜